# جون كار
جون كار (15 يونيو 1963 - ) (بالإنجليزية: John Carr)‏ هو لاعب كريكت بريطاني.

## وصلات خارجية
- جون كار على موقع إي آس بي آن كريك إنفو (الإنجليزية)